# Return to Myself
Albums de Mari Hamada
Love Never Turns Against
(21 juin 1988) Colors
(21 sept. 1990)
Compilations par Mari Hamada
Heart and Soul
(21 nov. 1988) Sincerely
(16 déc. 1989)
Singles
1. Return to Myself - Shinai, Shinai, Natsu.
Sortie : 19 avril 1989

Return to Myself est le 9e album original de Mari Hamada, sorti en 1989.

## Présentation
L'album sort le 7 juin 1989 au Japon sur le label Invitation de Victor Entertainment, un an après le précédent album original de la chanteuse, Love Never Turns Against (entre-temps est sortie sa cinquième compilation, Heart and Soul). Il atteint la 1re place du classement des ventes de l'Oricon, et reste classé pendant 21 semaines. C'est son premier album à se classer no 1, et il restera son 3e album le plus vendu (après Tomorrow et Anti-Heroine à venir). Comme ses autres albums, il est ré-édité le 24 mars 1994 à l'occasion de ses 10 ans de carrière (présentation officielle fautive), puis le 22 octobre 2008 pour les 25 ans, et le 15 janvier 2014 pour les 30 ans.
C'est le troisième album de Mari Hamada à être enregistré aux États-Unis, produit comme le précédent par Greg Edward, avec des musiciens américains dont le guitariste Michael Landau. Il contient dix chansons de genre hard FM, dont seulement deux entièrement en anglais (Walking on the Borderline et We Should Be So Lucky ) ; deux autres sont d'auteurs-compositeurs américains, adaptées en japonais par la chanteuse et renommées (les autres sont écrites par elle avec ses compositeurs japonais habituels, sauf une composée par Greg Edward).
Deux d'entre elles étaient déjà parues sur son 9e single, Return to Myself - Shinai, Shinai, Natsu. (...〜しない、しない、ナツ。) (avec la chanson-titre Return to Myself en "face A" et Restless Kind en "face B"), sorti un mois et demi plus tôt le 19 avril et également classé no 1 à l'Oricon. Les chansons de son 8e single Heart and Soul (avec My Tears en "face B"), sorti en septembre précédent, ne figurent pas sur l'album (elle ne figurent que sur sa précédente compilation Heart and Soul).

## Liste des titres
Toutes les paroles sont écrites par Mari Hamada (celles des titres n°7 et 9 étaient à l'origine écrites en anglais par leurs compositeurs).
| 1.  | Return to Myself                                               | Hiroyuki Ohtsuki            | 4:31 |
| 2.  | Separate Lives                                                 | Hara Kazuhiro               | 3:39 |
| 3.  | Emotion in Motion                                              | Hiroyuki Ohtsuki            | 4:31 |
| 4.  | Walking on the Borderline                                      | Hiroyuki Ohtsuki            | 3:51 |
| 5.  | Second Wind                                                    | Takanobu Masuda             | 5:51 |
| 6.  | Only in My Dreams                                              | Hiroyuki Ohtsuki            | 3:54 |
| 7.  | Take Me to Your Heart (titre original : Nothing Ever Happened) | Steve Diamond, Chris Farren | 4:46 |
| 8.  | We Should Be So Lucky                                          | Greg Edward, Randy Kerber   | 3:28 |
| 9.  | With All My Love (titre original : Wonderlust)                 | Mark Mueller, Bruce Gaitsch | 4:35 |
| 10. | Restless Kind                                                  | Hiroyuki Ohtsuki            | 4:05 |

## Musiciens
- Guitares : Michael Landau
- Basse : John Pierce
- Batterie : John Keane
- Percussions : John Keane (invité : Denny Fongheiser)
- Claviers : Randy Kerber (invité : Charles Judge)
- Chœurs : Jason Scheff, Bill Champlin